# Campeonato de Jogadores de Snooker de 2023
O Campeonato de Jogadores de 2023 ou Players Championship de 2023 foi um torneio de snooker profissional que aconteceu de 20 a 26 de fevereiro  de 2023 na Aldersley Leisure Village em Wolverhampton, na Inglaterra. Organizada pela World Snooker Tour, circuito mundial profissional, a prova contou com presença dos 16 melhores jogadores do ranking de um ano [ou ranking da temporada] ao final do Aberto do País de Gales.
Foi o décimo segundo evento pontuável para o ranking da temporada de 2022–23 e o segundo dos três eventos da "Players Series". A competição foi transmitida pela ITV4 no Reino Unido, e pela Eurosport nos demais locais da Europa.
Neil Robertson, que derrotou Barry Hawkins por 10–5 na final de 2022 em Wolverhampton,  não conseguiu se classificar para a defesa do título do torneio.
Shaun Murphy derrotou Ali Carter por 10–4 e faturou o décimo título em provas do ranking de sua carreira. Murphy também fez o maior break do evento, um 145 pontos durante a final. Dos 23 century breaks  feitos durante o evento, onze foram feitas por Murphy, incluindo os cinco mais altos.

## Premiação
O evento teve uma premiação total de 385 mil libras esterlinas, sendo 125 mil libras esterlinas a parte dedicada ao campeão. A distribuição dos prêmios (prize money) para o evento é mostrada abaixo:
| Posição                               | Prêmio                    |
| ------------------------------------- | ------------------------- |
| Campeão                               | 125 000 libras esterlinas |
| Vice-campeão                          | 50 000 libras esterlinas  |
| 3–4 (perdedores das semifinais)       | 30 000 libras esterlinas  |
| 5–8 (perdedores das quartas de final) | 15 000 libras esterlinas  |
| 9–16 (perdedores da primeira rodada)  | 10 000 libras esterlinas  |
| Break mais alto                       | 10 000 libras esterlinas  |
| Total                                 | 385 000 libras esterlinas |

## Transmissão
O evento foi transmitido pela Eurosport, Discovery+ e por uma série de outras emissoras em todo o mundo.
| Região / País                 | Emissora / Plataforma                                |
| ----------------------------- | ---------------------------------------------------- |
| Reino Unido                   | ITV                                                  |
| Europa (exceto o Reino Unido) | Eurosport e Discovery+                               |
| China                         | Liaoning TV, Superstar online, Migu, Youku, Huya.com |
| Hong Kong                     | Now TV                                               |
| Filipinas                     | TAP                                                  |
| Tailândia                     | True Sport                                           |
| Taiwan e Indonésia            | Sport Cast                                           |
| Malásia e Brunei              | Astro SuperSports                                    |
| Demais países                 | Matchroom.Live (streaming)                           |

## Participantes
As vagas para o torneio foram preenchidas de acordo com o ranking de um ano [e não do ranking mundial], lista obtida com os resultados dos eventos pontuáveis do ranking da temporada em disputa até o Aberto do País de Gales de 2023.
| Pos. | Jogador        | Pontuação                 |
| ---- | -------------- | ------------------------- |
| 1    | Mark Allen     | 516 000 libras esterlinas |
| 2    | Ryan Day       | 144 000 libras esterlinas |
| 3    | Kyren Wilson   | 141 500 libras esterlinas |
| 4    | Robert Milkins | 139 500 libras esterlinas |
| 5    | Ali Carter     | 136 000 libras esterlinas |
| 6    | Ding Junhui    | 130 500 libras esterlinas |
| 7    | Mark Selby     | 125 500 libras esterlinas |
| 8    | Luca Brecel    | 116 000 libras esterlinas |
| 9    | Jack Lisowski  | 115 000 libras esterlinas |
| 10   | Shaun Murphy   | 112 000 libras esterlinas |
| 11   | Gary Wilson    | 107 500 libras esterlinas |
| 12   | Judd Trump     | 105 500 libras esterlinas |
| 13   | Tom Ford       | 103 500 libras esterlinas |
| 14   | Zhou Yuelong   | 79 500 libras esterlinas  |
| 15   | Chris Wakelin  | 73 500 libras esterlinas  |
| 16   | Joe O'Connor   | 72 000 libras esterlinas  |

## Jogos

### Rodada 1
Em 20 de fevereiro de 2023, no jogo de abertura da competição, o inglês número 37 do mundo, Joe O'Connor, aproveitou ao máximo a sua qualificação na última vaga para o torneio e derrotou o norte-irlandês Mark Allen por 6–3 em Wolverhampton. Allen é o melhor jogador da temporada, tendo conquistado três titulos do ranking: o Aberto da Irlanda do Norte, o Campeonato do Reino Unido e o Grande Prêmio Mundial. Na outra partida do dia, o campeão do Aberto da Grã-Bretanha, o galês Ryan Day, venceu por 6–2 o vencedor do Shoot Out desta temporada [2022–23], o inglês Chris Wakelin.
No segundo dia de disputa, em uma revanche da final do Campeonato Mundial de 2021, o inglês Shaun Murphy, campeão mundial de 2005, venceu o compatriota Mark Selby. Murphy, que foi vice-campeão no Aberto do País de Gales, que aconteceu na semana anterior, fez breaks ["entradas"] de 92, 75 e 72 em uma vitória por 6–3.
| Jogo                    | Hora  | Jogador 1      | Placar | Jogador 2     |
| ----------------------- | ----- | -------------- | ------ | ------------- |
| 20 de fevereiro de 2023 |       |                |        |               |
| 1                       | 19:00 | Mark Allen     | 3 — 6  | Joe O'Connor  |
| 8                       | 19:00 | Ryan Day       | 6 — 2  | Chris Wakelin |
| 21 de fevereiro de 2023 |       |                |        |               |
| 5                       | 13:00 | Kyren Wilson   | 6 — 2  | Zhou Yuelong  |
| 7                       | 13:00 | Mark Selby     | 3 — 6  | Shaun Murphy  |
| 3                       | 19:00 | Ali Carter     | 6 — 5  | Judd Trump    |
| 4                       | 19:00 | Robert Milkins | 6 — 5  | Tom Ford      |
| 22 de fevereiro de 2023 |       |                |        |               |
| 2                       | 13:00 | Luca Brecel    | 6 — 4  | Jack Lisowski |
| 6                       | 13:00 | Ding Junhui    | 3 — 6  | Gary Wilson   |

### Quartas de final
| Jogo                    | Hora  | Jogador 1    | Placar | Jogador 2      |
| ----------------------- | ----- | ------------ | ------ | -------------- |
| 22 de fevereiro de 2023 |       |              |        |                |
| 10                      | 19:00 | Ali Carter   | 6 — 1  | Robert Milkins |
| 23 de fevereiro de 2023 |       |              |        |                |
| 9                       | 13:00 | Joe O'Connor | 6 — 5  | Luca Brecel    |
| 12                      | 19:00 | Shaun Murphy | 6 — 0  | Ryan Day       |
| 24 de fevereiro de 2023 |       |              |        |                |
| 11                      | 13:00 | Kyren Wilson | 6 — 1  | Gary Wilson    |

### Semifinal
| Jogo                    | Hora  | Jogador 1    | Placar | Jogador 2    |
| ----------------------- | ----- | ------------ | ------ | ------------ |
| 24 de fevereiro de 2023 |       |              |        |              |
| 13                      | 19:00 | Joe O'Connor | 4 — 6  | Ali Carter   |
| 25 de fevereiro de 2023 |       |              |        |              |
| 14                      | 19:00 | Kyren Wilson | 3 — 6  | Shaun Murphy |

### Final
| Final: Melhor de 19 frames. Árbitro: Brendan Moore Aldersley Leisure Village, Wolverhampton, Inglaterra, 26 de fevereiro de 2023                                                         |                |                                |
| Ali Carter (5) Inglaterra | 4 — 10         | Shaun Murphy (10) · Inglaterra |
| Sessão 1: 18–67, 0–145 (145), 54–68 (Carter 54), 128–4 (122), 8–46, 99–12 (59), 0–141 (141), 0–112 (112) Sessão 2: 0–89 (89), 0–103 (103), 72–8 (71), 87–9 (82), 48–88 (88), 0–130 (130) |                |                                |
| 122 | Maior break    | 145                            |
| 1 | Century breaks | 5                              |
| 5 | Breaks de 50+  | 7                              |

## Century breaks
Foram realizados um total de 23 century breaks durante o evento. Murphy fez o maior century break do torneio, uma entrada de 145 pontos na final. Dos 23, 11 foram feitos por Murphy, incluindo os cinco maiores.
- 145, 141, 137, 135, 133, 130, 112, 107, 105, 104, 103 – Shaun Murphy
- 132, 125 – Joe O'Connor
- 126 – Ding Junhui
- 122, 107 – Ali Carter
- 121, 104, 100 – Kyren Wilson
- 115 – Gary Wilson
- 104 – Jack Lisowski
- 102 – Ryan Day
- 100 – Zhou Yuelong